# Solnetschny (Twer)
Solnetschny (russisch Со́лнечный) ist eine „geschlossene“ Siedlung städtischen Typs in der Oblast Twer in Russland mit 2242 Einwohnern (Stand 14. Oktober 2010).

## Geographie
Der Ort liegt etwa 175 km Luftlinie westnordwestlich des Oblastverwaltungszentrums Twer auf Gorodomlja, der zweitgrößten Insel im Seligersee.
Solnetschny bildet als dessen einzige Ortschaft einen gleichnamigen Stadtkreis.

## Geschichte
Die Siedlung in ihrer heutigen Form geht auf eine Forschungsstation zurück, in der die Rote Armee in den 1930er-Jahren begann, biologische Waffen zu entwickeln. Nach dem Zweiten Weltkrieg wurde auf der Insel mit der Entwicklung von Raketen begonnen. Von 22. Mai 1947 bis Anfang der 1950er-Jahre waren dort auch deutsche Raketenwissenschaftler und -techniker tätig, die zuvor am deutschen Aggregat-4-Projekt (V2) gearbeitet hatten, darunter Helmut Gröttrup, Werner Albring und Heinrich Wilhelmi. Sie bauten die Filiale 1 der Forschungs- und Entwicklungsstätte für Weltraumraketen NII-88 (russ. НИИ-88, научно-исследовательский институт) auf. Später wurden dort Gyroskope für militärische und zivile Raketen gefertigt. Heute gehört das Unternehmen Svezda (russ. Звезда) zu Roskosmos.
Als geheime Siedlung trug der Ort den Tarnnamen Ostaschkow-3. Anfang der 1990er-Jahre wurde die völlige Geheimhaltung aufgehoben, und der Ort erhielt seinen heutigen Namen, von russisch solnze für „Sonne“, also etwa „Sonnige Siedlung“. Seit 17. Februar 1995 besitzt der Ort den Status einer Siedlung städtischen Typs und eines Geschlossenen administrativ-territorialen Gebildes (SATO), weiterhin mit Zugangsbeschränkung. Im Rahmen der munizipalen Verwaltungsreform wurde Solnetschny am 6. Februar 2006 eigenständiger Stadtkreis.

### Bevölkerungsentwicklung
| Jahr | Einwohner |
| ---- | --------- |
| 2002 | 2108      |
| 2010 | 2242      |

Anmerkung: Volkszählungsdaten

## Verkehr
Die Siedlung ist in der eisfreien Periode mit Schiff und Autofähre von der fünf Kilometer entfernt am Südufer des Seligersees gelegenen Stadt Ostaschkow erreichbar. Im Winter wird eine Eisstraße eingerichtet. In Ostaschkow besteht Anschluss an die Regionalstraßen 28K-1785 in Richtung Kuwschinowo – Torschok und 28K-0001 nach Peno – Andreapol – Sapadnaja Dwina. In der Stadt befindet sich auch die nächstgelegene Bahnstation an der Strecke Bologoje – Welikije Luki (– Polazk, Belarus).